# Cloître de la Stella
Le cloître du couvent Santa Maria della Stella (Sainte-Marie-de-l'Étoile) est un cloître appartenant au couvent Santa Maria della Stella de Naples dans le quartier de Stella.

## Histoire
Le cloître et son couvent sont construits au XVIe siècle par Camillo Fontana sur ordre des Pères minimes. En réalité, c'est le peuple des habitants du quartier de la porte Saint-Janvier qui avait demandé la construction de ce couvent dédié à la Vierge de l'Étoile pour y abriter l'image de cette Vierge qui se trouvait dans un édicule qu'il avait fallu démolir en agrandissant les remparts voulus par le vice-roi Pierre de Tolède[Passage contradictoire].
Les minimes vécurent dans leur couvent jusqu'au 25 juillet 1862, date à laquelle ils furent expulsés par le nouveau royaume d'Italie. Une partie du cloître fut démolie pour aménager une caserne de carabiniers qui occupe encore aujourd'hui l'ancien couvent.
De la construction originale, il ne reste que deux côtés soutenus par des piliers surmontés d'arcs en piperno avec des fresques encore bien conservées. La margelle du puits de marbre est d'étonnante facture ; de forme triangulaire, et de fer battu, elle s'élève avec une étoile en son sommet.